# A. J. Humbert
Albert Jenkins Humbert (1821-1877), quien firmó sus obras como A. J. Humbert, fue un arquitecto británico, especialmente favorecido por el príncipe Alberto de Sajonia-Coburgo-Gotha, el marido de la reina Victoria del Reino Unido.
Entre los edificios con los que está particularmente asociado se encuentran Sandringham House y la Iglesia de Santa Mildred en Whippingham y tanto el mausoleo de la duquesa de Kent como el mausoleo real de Frogmore, dentro del Home Park del Castillo de Windsor.
En Portugal, Humbert fue responsable del diseño arquitectónico del Hospital de Dona Estefânia.